# Losse (Altmark)
Losse (Altmark) este o comună din landul Saxonia-Anhalt, Germania.